# أداتشي (طوكيو)
أداتشي (باليابانية: 足立区أداتشي-كو) وتعني «حي أداتشي» هو أحد أحياء طوكيو ال 23. يقع حي أداتشي في الجزء الشمالي من مركز طوكيو حيث يقع بين نهري سوميدا ونهر أراكاوا.

## أعلام
- تاكيشي كيتانو
- جونكو فوروتا

## مواقع خارجية
- الموقع الرسمي لمدينة أداتشي باللغة الإنكليزية